# 矩阵环
矩阵环就是考慮矩阵在環R下經由矩阵加法和矩阵乘法形成的环，從環R中的元素組成的n×n 方阵形成的矩陣環記作Mn(R)，某些无限阶矩阵也可以組成无限矩阵环，任何矩阵环的子环也都是矩陣环。如 R是一个交换环，则矩阵环Mn(R)是一个结合代数，被称为矩阵代数。在这种情况下，如果 M是一个矩阵， r∈ R，那么矩阵Mr也是矩阵，其矩陣元為M的矩陣元乘r。
這篇文章假设R是可結合環且单位1≠0（单位1=0的只有零环)，虽然没有单位也可以形成矩陣環。

## 例子
- 任意R环上的矩阵，表示为n×n 。这通常被称为n x n全阵环。这些矩阵即自由模Rn的自同态。
- 一环上所有上三角矩阵（或所有下三角矩阵）成为环。